# Protipapež Klemen VII.
Klemen VII., rojen kot Robert Ženevski, protipapež katoliške Cerkve;  * 1342 grad Annecy, Savojska kneževina, Sveto rimsko cesarstvo, † 16. september 1394 Avignon (Papeška država).

## Življenjepis

### Mladost
Robert grof Ženevski, se je rodil 1342 v Annecyju kot najmlajši sin staršem plemenitega rodu; oče je bil grof Amadej III. (Amédée), mati pa Mahaut d’Auvergne. Študiral je na Sorboni v Parizu.
 
Škof v Cambrai  in kardinal je bil 1371 legat papeža Gregorja XI. v Italiji. 

Aprila 1378 je sodeloval v konklavu , kjer je v kardinalskem zboru prevladovala francoska večina; vendar so kardinali pod pritiskom italijanskih nacionalistov izvolili Italijana Bartolomeja Prignana, ki si je nadel ime Urban VI.. Začel se je obnašati svojeglavo, nasilno in nestrpno ne le do svojih nasprotnikov, ampak tudi do svojih ožjih sodelavcev in kardinalov; zato so menili, da mu je čast stopila v glavo, da ni več čisto pri pravi in da kot tak potrebuje varstvo kardinalov.  

### Protipapež
Ko je Robert 1371 postal kardinal, je kot poslanec Gregorja XI. je zadušil vstajo v Ceseni. Kardinali, ki so zaradi njegovega čudnega obnašanja preklicali Urbanovo izvolitev, so ga izvolili v Fondiju 20. septembra 1378. Po neuspelem poskusu, da si osvoji Rim, je rezidenco prenesel v Avignon. Za papeža so ga priznavale Francija, Aragonija, Kastilija, Navarra, Škotska, Irska, Neapelj in nekateri nemški knezi – medtem ko so se mu pozneje pridružile še nekatere dežele zaradi nespametnih in diktatorskih izpadov Urbana VI. celo proti njegovim sodelavcem-kardinalom. 

Sodobni slikar miniaturist Giac Master nam je nazorno prikazal pogovor med anžujskim vojvodom in papežem Klemenom VII. v Avignonu 1379. Obdajata ga kardinala v svojih rdečih klobukih; protipapež Klemen, kronan s papeško tiaro (trojno krono ali diademom), sedi na prestolu ogrnjen z modrim pokrivalom izvezenim z rdečimi resami, ki so značilne za kardinale. Sprejema kneza Ludvika I. Anžujskega, brata francoskega kralja Karla Modrega, ki je oblečen v modro obleko z zlatimi lilijami. Protipapež je podpiral Ludvikov vzpon na Neapeljski prestol leta 1382.

Bil je izobražen mož, posebno nadarjen za jezike, vendar bolj vojskovodja kot duhovnik. Odlikoval se je v nasprotju s pravim papežem Urbnaom z vsemi lastnostmi, ki so bile Francozom pogodu: bistroumnost, prilagodljivost, ljubezen do umetnosti in sijaja, velikodušnost. Avinjonski dvor je postal razkošen in sijajen, da so se po njem zgledovali tudi drugi evropski vladarji. Zaradi razsipnega življenja na papeškem dvoru so ga grajali tudi njegovi pristaši. 

### Zahodni razkol
Zahodni razkol – po nekaterih tudi Veliki razkol – kar pa ne ustreza, ker ga zlahka zamenjamo z Vzhodnim razkolom (ki ga nekateri imenujejo tudi Veliki razkol ali Veliki vzhodni razkol) – imenujemo razkol v katoliški Cerkvi, ki je trajal 1378-1417 – torej skoraj štirideset let. Ni šlo za vprašanje vere ali morale; šlo je marveč za vprašanje oseb in politikov oziroma politike. 

Neposredni povod za izvolitev drugega papeža in torej razkol je bilo nepričakovano svojeglavo, arogantno in diktatorsko obnašanje v dokaj nenavadnih okoliščinah pravkar izvoljenega Urbana VI., ki se je vedno bolj stopnjevalo. 
Vse je kazalo, da se bodo razmere umirile, ko so nasprotovanja med njim in kardinali prerasla v upor. Vsi francoski kardinali, ki so se jim kasneje pridružili tudi trije italijanski, so odšli iz Rima pod pretvezo, češ da njihovemu zdravju škoduje »puščavski in nezdravi Rim, ter da bi mogli zadihati veselje mesta na Roni«. Ko so prišli v Anagni, so vsemu krščanskemu svetu poslali sporočilo: zaradi oboroženega nasilja rimske sodrge se kardinali v konklavu niso mogli svobodno odločati, zato razglašajo izvolitev Urbana VI. za neveljavno. Poleg tega so kardinali zatrdili, da Urban zaradi duševnih motenj ni sposoben za najvišjo službo v Cerkvi; če namreč papež ni prišteven, po cerkvenem pravu ne more več opravljati svoje službe. 

20. septembra 1378 so v Fondiju na ozemlju Neapeljskega kraljestva izvolili drugega »zakonitega« papeža, kardinala grofa Roberta Ženevskega, ki si je izbral ime Klemen VII.. Tudi nekateri italijanski kardinali, ki pri volitvah niso sodelovali, so ga priznali za papeža. Kljub pomirjevalnim pobudam sv. Katarine Sienske se je Urban VI. odzval neobvladano: imenoval je 29 kardinalov različnih narodnosti in s pomočjo najemnika Alberika Barbianskega 
29. aprila 1379 porazil pri Marinu Klemenovo vojsko. Klemen VII. se je takoj odpravil v Avignon, kjer si je uredil svoj papeški sedež – in tako je prišlo do zahodnega razkola, ki je trajal skoraj štiri desetletja. Francija, Neapelj, Savoja, Španija in Portugalska, kakor tudi Sicilija in Škotska, so priznavali Klemena; Sveto rimsko cesarstvo, srednja Italija, Anglija, Ogrska, Skandinavija, Poljska in druge slovanske dežele pa so priznavali Urbana. To nenaravno stanje je trajalo skoraj štiri desetletja (1378-1417) in prizadejalo ugledu papeštva nepopravljivo škodo. Dvojni papeški dvor je terjal nove dajatve in tudi podelitve nadarbin so postale podvržene podkupovanju. 
Razkol je v krščanstvo vnesel nepopisno zmedo; nihče ni vedel, kdo je pravi papež in končalo se je z medsebojnim izobčenjem, da je bilo tako rekoč celo krščanstvo izobčeno. Tudi veliki ljudje tistega časa so se različno odločali: npr. sv. Katarina Sienska (1347-1380) in sv. Katarina Švedska (1331-1381) sta zagovarjali Urbana, medtem ko so smatrali za zakonitega papeža Klemena sv. Vincenc Fererski (1350-1419),  bl. Peter Luksemburški (1369-1387) in sv. Koleta  (1381-1447).
Med seboj so bili razdeljeni narodi in škofije. Nekateri redovi so imeli dva vrhovna predstojnika, enega pod rimskim, drugega pod avignonskim papežem. Kakor tega vprašanja niso mogli razrešiti sodobniki, tako ga vse do danes niso mogli razjasniti ne pravniki ne zgodovinarji; mnogi od njih so postavljali pod vprašaj veljavnost papeških volitev pod takim nasiljem in pritiskom. Današnji uradni seznam navaja med zakonitimi papeži Urbana VI. in njegove naslednike, Klemena VII. in njegovega naslednika Benedikta XIII. pa med protipapeže. O rimski papeški veji ne vemo veliko, ker jim še ni uspelo urediti finančnega in arhivskega sistema, medtem ko je avinjonska veja imela sedemdesetletno do podrobnosti izdelano izročilo. 

Urban VI. je takoj po nastopu razkola na hitro imenoval 29 kardinalov, vendar je v takih okoliščinah sprejelo to čast le 22 kardinalov, med katerimi je bilo 20 Italijanov in le 2 Francoza. Sicer pa je njegov pontifikat potekal v znamenju stalnih sporov z neapeljsko kraljico Ivano in s kardinali, ki so težko prenašali njegove nerazsodne nastope. Šest kardinalov in oglejskega škofa, ki so se mu bili prej zvesti, vendar so se mu zaradi njegovih nespametnih potez postavili po robu in ga hoteli vzeti pod varstvo, je dal razlastiti, zapreti, mučiti in usmrtiti vse razen enega, češ da so zoper njega kovali zaroto. Ta surovost je še pet drugih kardinalov nagnila, da so prešli na stran papeža Klemena. Ko so nemški knezi zahtevali njegov odstop zaradi nesposobnosti za vzvišeno službo, je odgovoril z napovedjo križarske vojne zoper avinjonskega protipapeža. 

Kako težko je bilo razločiti, ali je bil konklave 1378 pod zunanjim pritiskom ali ne, in posledično, kateri papež je bil torej "ta pravi" – dokazuje toledski nadškof Pedro , ki je prošnjo v mašnem kanonu, ki omenja papeža, oblikoval takole: ”… molimo za tistega, ki je pravi papež”. Zaradi iste negotovosti je menjavala portugalska vlada skoraj letno svojo naklonjenost: 1380 je Portugalska držala s Klemenom, 1381 z Urbanom, 1382 zopet s Klemenom in od 1385 dokončno z Urbanom. Razkol je šel pogosto skozi družino in se ni končal niti tedaj, ko je eden od papežev umrl. 

## Smrt in spomin
Zmedo časov je izkoristil Raymond grof Turennski, gospodar gradu Baux de Provence, ki je uporabljal razbojniške tolpe, da so ropale po deželi. Tudi papež mu je bil prisiljen plačati odkupnino, da je lahko živel in deloval v miru. 

Ko je Klemen VII. umrl 16. septembra 1394, kljub pokazani dobri volju ni uspel združiti razdeljene Cerkve ali pridobiti odločilne prednosti pred svojim tekmecem Urbanom VI. in Bonifacijem IX..